# Skarpnäs naturreservat
Skarpnäs naturreservat är ett kommunalt naturreservat i Nacka kommun i Stockholms län.
Området är naturskyddat sedan 2022 och är 240 hektar stort. Reservatet ligger vid Stockholms inlopp nordväst om Orminge och består av barrskog, blandskog och sjö.